# Edrone eCRM
edrone.me – to chmurowa platforma dedykowana dla przedsiębiorstw działających w sektorze  e-commerce, stanowiąca pierwsze w swoim rodzaju narzędzie typu eCRM. System edrone jest narzędziem zaawansowanych rozwiązań w zakresie Marketing Automation, CRM oraz Machine Learning. Firma edrone została założona w 2016 roku, przez Michała Blaka, obecnie działa w krajach UE oraz Ameryce Południowej (głównie w Brazylii). Klienci firmy znajdują się również w USA, Indiach i na Bliskim Wschodzie.
Platforma edrone.me jest wielojęzyczna, oferując obsługę w kilku językach, w tym: polskim, angielskim, portugalskim, niemieckim, szwedzkim, duńskim i hiszpańskim.

## edrone na polskim rynku
W 2016 roku przedsiębiorstwo rozpoczęło działalność w Polsce w Krakowie. Założone przez Michała Blaka – przedsiębiorcę, który ma na swoim koncie kilka firm technologicznych w branży eCommerce. Firma edrone sukcesywnie zdobywała miejsce na rynku Polskim i po 3 latach działalności jest liderem marketing automation w Polsce. Jest to również pierwszy eCRM dla eCommerce dający klientom możliwość pełnej informacji o swoim kliencie tzw. Segment-Of-One .

## Produkty

### Marketing Automation
Wielokanałowa obsługa komunikacji transakcyjnej oraz marketingowej
Za pomocą wiadomości e-mail, SMS, dynamic product ads, web push oraz komunikatów na stronie sklepu, poprawimy Twoje CRO (Conversion Rate Optimization). Skuteczny marketing to wiadomości dostosowane do klientów dzięki generycznym treściom. Unikalność edrone polega na zdefiniowanych scenariuszach dla eCommerce. 
- Dynamiczne newslettery
- Cross-selling
- Dynamic pricing
- Push newslettery
- Scenariusz ratowania koszyków
- Scenariusz lojalnościowy
- Scenariusz po sprzedażowy
- testowanie A/B
- Rekomendacje
- Scenariusz przeglądane produkty
- Zaawansowane pop-upy (welcome / exit / action pop-up)

### Segmentacja
Fimra edrone stworzyła pełną analizę RFM dla swoich klientów. RFM to metoda wykorzystywana do analizy wartości klienta i segmentacji klientów, która jest powszechnie stosowana w marketingu baz danych i marketingu bezpośrednim.

### Voice Commerce
Funkcja umożliwiająca klientom głosowe wyszukiwanie produktów na stronach sklepów internetowych, poprawiając konwersję i wygodę zakupów na urządzeniach mobilnych. Firma otrzymała 2020 roku grant z NCBiR na realizację tej funkcjonalności oraz nagrodę Mobile Trends Awards 2022 za wdrożenie jej na rynek.

## Nagrody i wyróżnienia
- Ekomers Award – Best products supported sales 2016[potrzebny przypis]
- Best in Cloud – Computerworld award 2017 best eCRM solution[7]
- Featured on CeBIT – Partner at the largest ICT fair Europe 2017[potrzebny przypis]
- Collision shortlist – Official selection of 66 best startups 2017[potrzebny przypis]
- IT Future Awards – Lider IT 2018 w kategorii „E-commerce Innovation”[8]
- Mobile Trends Awards 2022 – wygrana w kategorii „Technologia Wspierająca Mobile” za projekt Mobile Voice Search[6]